# Sobkowa Strażnica
Sobkowa Strażnica (słow. Predná suchá veža, 2199 lub 1951 m) – turnia znajdująca się w zakończeniu Sobkowej Grani odchodzącej na zachód od Lodowego Szczytu w słowackiej części Tatr Wysokich. Od Małej Sobkowej Turni na wschodzie oddzielona jest Niżnim Sobkowym Przechodem.
Północne ściany turni opadają do Doliny Suchej Jaworowej, południowo-wschodnie – do Sobkowego Żlebu, natomiast rozległe trawiasto-piarżyste stoki południowo-zachodnie, opadające ku Dolinie Zadniej Jaworowej, noszą nazwę Sobkowej Uboczy.
Witold Henryk Paryski w przewodniku Tatry Wysokie pisze, że Sobkowa Strażnica jest ostatnim wzniesieniem Sobkowej Grani, i podaje dla niej wysokość 1951 m. W atlasie satelitarnym Tatr i Podtatrza Sobkowa Strażnica oznaczona jest wysokością 2199 m, a w północno-zachodnim przedłużeniu Sobkowej Strażnicy wyróżnione są jeszcze Pośrednia Sobkowa Strażnica (2045 m) i Mała Sobkowa Strażnica (1951 m) – co sugeruje, że Sobkowa Strażnica według Paryskiego odpowiada Małej Sobkowej Strażnicy według atlasu.
Na turnię nie wiodą żadne znakowane szlaki turystyczne, dostęp na nią mają jedynie taternicy. Najprostsza dla nich droga prowadzi z Niżniego Sobkowego Przechodu. Łatwa jest również droga od zachodu, z Jaworowego Ogrodu. Ze szczytu rozlega się ciekawy widok na Jaworowy Mur, Lodowy Szczyt i Kapałkową Grań.
Pierwsze wejścia turystyczne:
- letnie – Oszkár Jordán, 3 sierpnia 1910 r.,
- zimowe – Jerzy Pierzchała, 27 kwietnia 1936 r.

Już dawniej na Sobkową Strażnicę wchodzili myśliwi z Jurgowa, byli na niej także austriaccy kartografowie w latach 1895–1897.